# Пратт (Західна Вірджинія)
Пратт (англ. Pratt) — місто (англ. town) в США, в окрузі Кенова штату Західна Вірджинія. Населення — 483 особи (2020).

## Географія
Пратт розташований за координатами 38°12′27″ пн. ш. 81°23′14″ зх. д. / 38.20750° пн. ш. 81.38722° зх. д. (38.207558, -81.387342).  За даними Бюро перепису населення США в 2010 році місто мало площу 0,76 км², з яких 0,74 км² — суходіл та 0,01 км² — водойми.

## Демографія
Згідно з переписом 2010 року, у місті мешкали 602 особи в 248 домогосподарствах у складі 167 родин. Густота населення становила 796 осіб/км².  Було 280 помешкань (370/км²).
Расовий склад населення:
| - 96,5 % — білих - 2,5 % — чорних або афроамериканців - 0,2 % — корінних американців - 0,2 % — азіатів |

До двох чи більше рас належало 0,7 %. Частка іспаномовних становила 1,2 % від усіх жителів.
За віковим діапазоном населення розподілялося таким чином: 21,8 % — особи молодші 18 років, 59,6 % — особи у віці 18—64 років, 18,6 % — особи у віці 65 років та старші. Медіана віку мешканця становила 41,3 року. На 100 осіб жіночої статі у місті припадало 93,6 чоловіків;  на 100 жінок у віці від 18 років та старших — 89,9 чоловіків також старших 18 років.
Середній дохід на одне домашнє господарство  становив 61 881 долар США (медіана — 48 472), а середній дохід на одну сім'ю — 68 168 доларів (медіана — 50 500). За межею бідності перебувало 15,6 % осіб, у тому числі 23,5 % дітей у віці до 18 років та 5,6 % осіб у віці 65 років та старших.
Цивільне працевлаштоване населення становило 191 осіб. Основні галузі зайнятості: освіта, охорона здоров'я та соціальна допомога — 41,9 %, транспорт — 14,1 %, науковці, спеціалісти, менеджери — 8,9 %, фінанси, страхування та нерухомість — 7,3 %.